# Phylloscopus orientalis
Phylloscopus orientalis là một loài chim trong họ Phylloscopidae.